# 捕具
捕具（ほぐ）とは、捕手（とりて）が下手人（この場合は、容疑者、犯人、人質としての加害者の身内など）を捕らえるために使った道具。捕り物道具（とりものどうぐ）とも。※ここでは漁具としての捕具ではなく捕手術・逮捕術に用いる武具・道具を解説する。

## 概要
世界各地で法律ができ、法治としての量刑や犯人の確定などが、裁判によって行われるようになると、生きたまま犯人や容疑者を確保する必要から、なるべく傷つけないで取押えるための道具が発達した。

### 日本
日本においては、中世から江戸時代まで朝廷や幕府、あるいは地域自治政権によるいわゆる警察機構および任意の警備機構のような組織・体制が時代および地域ごとにあり、それらに所属する捕手と言われる人々により捕り物（逮捕）に用いられた捕縛用具・武具・警備用具である。
捕具は新たに目的に応じて開発されたり、殺傷性を低めた武具や非致死性武器を用いる、あるいは狩猟・漁具・大工道具などの日常道具が転用された。道具の種類によって格種の捕手術（逮捕術）が存在し、それらを複数習得して捕手は適材適所に捕り物職務に当たった。

## 分類

### 日本の捕具

#### 室町時代以前の捕具

##### 柄物（得物：えもの）
殺傷性の少ない柄物
鼻捻
鼻捻（びねん）とは鼻捻棒（はなねじぼう）ともいい、元は馬具である。馬の鼻抜き緒が棒の末端についていて鼻面をねじりあげ厩の横棒や馬の首くらいの高さの樹の枝に太く重い棒身を錘としてかけて馬を繋いでおいた。これを護身用の警棒として応用したのがこの捕具である。材は樫や栗、桜など重硬な堅木。かつて馬具だった頃は上記の錘の役割もあるため長さ35 - 48センチメートル、太さ4 - 8センチメートル程度と上皿天秤用分銅型のずんぐりとした形だったがその後護身具・捕具となった時は長さ45 - 65センチメートル、太さ2.7 - 3.5センチメートル程度とスリムな棒身になった。用いるときはかつての鼻ねじの緒を手貫き緒（戦闘時抜け落ちないようにするための紐）として手首に巻きつける。鼻捻棒術ほか短棒術・半棒術の一環として鍛錬されることが多い。
ももろい（腿牢または腿篭）
一方の紐を馬の足首に結び馬の腿下に当てて動けなくした棒状の馬具を簡易的に捕具または武具として使ったもの。後に形状がよく似た鼻捻棒として統一された。
三つ道具
三つ道具とは刺股（さすまた）、突棒（つくぼう）、袖搦（そでがらみ）の三種。
熊手
熊手（くまで）とは鍛鉄製の爪で三つ道具同様敵刃を受け止める、衣服を絡め取り動きを封じるといった用法に使われた。

殺傷性のある柄物（えもの）
大刀・太刀・野太刀
大刀（たち）・太刀（たち）・野太刀（のだち）とは、この場合は実戦用の官位刀を指す。なお、「大刀」は奈良時代以前の長尺の直刀（上古刀）、「太刀」は平安時代以降に出現した反りのある長尺刀（いわゆる日本刀）を表す。
黒造大刀
黒造大刀（くろつくりのたち）とは黒作大刀とも表記し、奈良時代の武官が佩用した実戦用の大刀のこと。元は金造り（鞘・柄まで金属製の造りをいう）だった兵部刀に黒漆を防水のために柄・鞘に塗った大刀をいう。（兵部とは軍事・野戦用という意味）
黒漆太刀
黒漆太刀（くろうるしのたち）とは、平安時代以降の黒造大刀の流れを汲む、武官および令外官が佩用した黒漆を防水のために柄・鞘に塗った軍用実用刀をいう。
白造太刀
白造太刀とは、白作太刀とも表記しそれぞれ「しろつくりのたち・しらつくりのたち」とも読む。黒漆太刀のうち金具には漆をかけないものを言う。
毛抜形太刀
毛抜形太刀とは、平安時代から武官が佩用した実戦刀を兼ねる儀礼刀および儀仗をさす。蕨手刀に共通した茎 (刀)と柄が一体となった特徴を残している。
革包太刀
手鉾
手鉾（てぼこ）に関しては槍の分類の手鉾の項を参照。
馬針（ばしん・うまばり：刃針とも書く）
もとは馬具の一つで馬が疲労で脚をうっ血した際や病気等で悪血が溜まった時に瀉血をするための道具。隠剣や咄嗟の際の手裏剣としても使用された、戦国時代になると首実検の際の貫級刀（つらぬき）と統一された。脇差の櫃などに笄と共に収められ後の江戸時代により実用性の高い小柄に取って代わられた。

##### 飛び道具

###### 矢・鏃
木矢・木鏃 - 木矢（きや）・木鏃（もくぞく）とは木製の鏃のことで、元は狩猟や神事などの儀式で使われたものから、弓における数矢のための簡易に作られた矢や、実際の鏃を模した弓の練習用に扱っていたが、後に捕り物の際に非殺傷用の矢としても弓で射て用いた。いずれも鏃の太さや長さは時代・地域によりまちまちである。
威力を弱めた木鏃
木鋒
木鋒（きぼう・木棒・木帽）とは鏃型にかたどった木製鏃。先が尖っていない平らな単なる棒身で鏃とはいえない矢もあり、それは特に木棒・平根（ひらね）と呼ばれる。これは百手神事など通し矢の儀式に簡易の矢として用いられることが多い。
丸根
丸根（まるね）とは丸鋒（まるぼう）・丸帽（まるぼう）とも表記し、棒先をどんぐりの頭状にし、それをさらに丸く削った矢（銃弾の種類でいう通常弾丸状の鏃を持つ）いう。殺傷性は極力抑えてあるが、やわらかい急所に刺さる可能性はある。
打根
打根（うちね）とは丸根の中央を笠状に尖らせ、少しだけ浅く刺さりやすいようにした矢。中央だけ尖らせ接触面を平らにし、銃弾の種類でいうソフトポイント弾のように、対象に威力のみが浸透しやすい効果を狙った物を平打根（ひらうちね）と呼ぶ。（※投げ矢・手突き矢の項目の「打根」とは同音同名ではあるが違うものである。）
神頭
神頭（じんとう）とは矢頭（じんとう）とも表記し鏑矢の一つ。

四角い形状の木製鏃
圭頭
圭頭（けいとう）とは方頭（ほうとう）とも呼ばれる。正四角柱型の木製鏃（『圭』とは「四角い」という意味）。圭頭型鉄鏃を真似て作られたと考えられる。
角立
角立（かくだて）とは角盾・隔盾とも表記し、板撞・槻射・尽板（いたつき・つきいた）とも呼ばれる。小さな平板状の木製鏃であり、矢避けの木盾（置き盾）を木目や継ぎ目に沿って突き刺し割るための同名で鋼製の鑿状の鏃を模した物と考えられている。

重く打撲威力は強めたが刺さらない様にした木鏃
昏倒および打撲目的で作られた。ただし、この2種は至近距離で撃たれると重く威力があるため骨折ないし打撲傷は免れない。
蟇目
蟇目（ひきめ）とは引目とも表記し鏑矢の1つ。犬追物（犬射引目）などで使用されたもの。
棒錘
棒錘（ぼうすい）とは帽錘とも表記し、太く錘状に重くした元は狩猟・捕物用の木鏃のこと。狩猟用のものには鉛や銅などの錘を入れた棒錘もある。

警戒発令や人員を呼ぶ合図の矢笛として用いられた鏃
鏑矢
鏑矢（かぶらや）とは鏑箭・笛箭（てきせん）とも呼ばれる。金属製や使い捨ての陶器製のものも存在する。

##### その他
防具
兜や鎧などの防具。
捕縛縄
捕縛縄については捕縄術を参照。

#### 室町時代の捕具

##### 柄物（得物：えもの）
殺傷性のない柄物
實手
實手とは十手とも表記する。詳しくは十手を参照。
兜割
兜割（かぶとわり）とは鉄刀とも呼称される十手に似た武具。詳しくは兜割を参照。
筆架叉
筆架叉（ひっかさ・ひっかしゃ）十手に似た三又となっている武具。詳しくは筆架叉を参照。
杖
杖（つえ・じょう）とは杖状の武具で丸木杖などがある。詳しくは杖を参照。
金吾棒・切子棒
殺傷性のある柄物
以下の捕具は役職によって使用が異なった。
長巻
長巻（ながまき）大太刀の一種であるが、薙刀や長刀の類例とする見解もある。詳しくは長巻を参照。
太刀
太刀とは日本刀の一種。詳しくは太刀を参照。
打刀
打刀（うちがたな）とは日本刀の一種で室町時代以降は単に刀と呼ばれた。詳しくは打刀を参照。
金砕棒
弓矢
弓矢（ゆみや）矢と矢を射るための弓を一くくりに呼称した武具。詳しくは和弓を参照。

##### 防具など
防具
兜、陣笠、鎧など。
捕縛縄
捕らえる容疑者・犯人の身分や罪状、種々の異なって設けられた警察機構や地域により捕縛法に広く格差が生まれてくる。

#### 江戸時代の捕具
江戸時代になるとお白洲で裁判にかけるまで下手人(容疑者)をむやみに殺傷しないよう捕具もより殺傷能力を抑えたものが増えた。

##### 柄物（得物：えもの）

###### 短柄の柄物
十手（實手）
時代が進むにつれ用途に合わせ様々な形状や大きさが考案された。形状については 十手を参照。
打ち払い十手
大捕物などの非常時に貸与られた大型の十手。刀剣などの大型武器に対抗できるように60-115cm程の長さのものが多い。
変わり十手
南蛮鉤
二股に分かれた代わり十手の一種。広いアーチ状の股の部分で敵陣を受け止め、また腕や足首などを抑え捕る。鋳鉄製が多い。
機械十手
折り畳みまたは変形機構を備えた特殊な十手。
一角流まろほし/ 一角流槍穂組合せ十手
槍穂を先に備えた折り畳み式十手。一角流で考案開発され伝授された。
なえし（なえし棒・萎えし棒とも）
十手の鉤を付けていない金属製警棒状の捕具。長さ8 - 45センチメートル前後。時に対刀剣戦を想定して棒身60センチメートルを超えるものもまれに見られ、『長なえし』と呼ばれ耐衝撃用に木製柄が嵌められることもあった。さらに長い物は115センチメートルを超える物もある。番屋・役所から貸与されたものではなく十手持ちが子分格（下っ引）などに自費で製作したものを携帯させる場合が多い。他にも武芸者（武術鍛錬者）や同心が自費製作したものもある。材料は鋼鉄および真鍮など。自分用に自費製作した物の中には見栄えを良くするために銀箔で覆ったものもある。十手術の中には十手となえしの両方を二刀流のように持ち相手を搦め手（柔術）で制圧・捕縛する技もある。刀ではないため許可なく自由に作られた庶民の護身具という見解もある。

鼻捻（鼻捻棒：びねん・はなねじぼう）
地域によっては作成のしやすさや使用耐久性からまだ使用していた。鍛鉄製のものも作られなえしと見た目が区別しにくいものも多くあった。両者の差異は鼻捻の方が手貫き紐を通す穴が棒身に直接空いていたのに対しなえしは回転する猿鐶状の捕縛紐通し輪が柄端部についていた事。
鉄鞭（かなむち）・鉄杖（かねじょう・かなづえ）
外見を細竹や木を模して作られた撓る鍛鉄材製の細い杖（ステッキ）。公式に補具として使われた記録は残っていないが既に隠居した奉行や与力等の高官が散歩をする際（秘密裏に庶民に交じり公務ではなく自主的に視回り警備を行っていたともされる）に護身用具に私的に自費で作らせたと伝えられている。長さは100‐110センチメートル前後。太さはまちまちだが指よりも細いものからせいぜいが根元の直径2センチメートルを収まる程度である。ちなみに根元が太いものも含め大抵の物は棒身がステッキや刀剣の様に先細りした構造になっている。古武器・古物商ではその用途から鼻捻棒の一種と視る見解もある。
金吾棒・切子棒
刃引刀（刃引き刀：はびきとう・鉄刀：てっとう）
同心をはじめとする捕り手が剣術を対武装賊徒用逮捕術に転用するために自費製作しあるいは貸与・下賜・賞与され腰に差した刃が付いていない非殺傷用の刀。打刀として製作されたが美術鑑賞用・その他何らかの理由（下賜・催事および祭事・払い下げ・扮装上の特別帯刀許可など）で刃挽き加工され刃を除いたものやもとより作刀時・研ぎ出し時に美術刀としての価値が認められず刀工・研師により刃を付けなかった作刀のうち使用強度に耐えられる物、鍛錬用に刃を付けない鍛錬刀が流用・転用されるほか、またはもとより捕具用に鍛鉄製で打刀に模した・あるいは打刀より鍛鉄で重ね厚く頑健にオーダーメイドで鉄刀として作られたものが使用された。刃を付けない分、強度は打刀に勝るため、下手に打ち合えば木刀のように打撲や骨折は免れなかったという。
霰棒(あられ棒)：短い金砕棒

###### 長柄の柄物
三つ道具
刺股（さすまた）、突棒（つくぼう）、袖搦（そでがらみ）の三種。
熊手（くまで）

鉄輪（かねわ・かなわ）／ 打込（うちこみ）
長柄の先に捻った鋼線で輪状に作り、虫取り網の網を外し外輪部分を太く丈夫にしたような形状をしている。藁縄で輪を巻き覆い麻布をさらに3重に巻いた物を緩衝材として取り付けている。輪の内径一尺前後のものが多い。元は逃散した農民を捕らえるために使われたが江戸中期には捕り方にも使われるようになった。複数突き出し首や手足を引っ掛け捕縛したり連行したりするが首に喉輪をかけた場合に力加減が難しく致死・殺傷性が出てくるため、三つ道具の方が使用に適していると判断され次第に鉄輪の使用頻度は減少し廃れていった。
杖・半棒
六尺棒および八尺棒、あるいは半棒。横からの形状が先細い麦粒形（ばくりゅうがた）で断面が丸、および横からの形状が麦粒形ではない単なる長方形の棒で断面が八角、六角の棒、丸など地域によって様々。乳切木棒を配備した役所もある。半棒の場合は横からの形状が単なる長方形の棒でほぼ断面が丸が多いがまれに楕円および卵筒形もある。棒術・杖術をそのまま捕縛術として用いるほか、数人で複数突き出し手足や後ろ頚部を取り押さえ捕縛する方法もある。
番所槍（ばんしょやり）
町と町を隔てる木戸（町門：まちかど≒街角とも言われる）脇に夜間亥の刻（22時） - 明六つ早朝（6時）間の通行住民の往来や出火をチェック・治安維持・警備を行う木戸番屋と木戸の向かいに併設された自身番屋と呼ばれる番所・番屋（消防の早期発見と交番のような役割を兼ねていた）内に立て掛けられていた自警用の短槍。番所には火の見櫓が併設されていることが多いから物見槍とも呼ばれる。町人（庶民）でもある木戸番・自身番が扱いやすいように柄長150 - 180センチメートル前後のものが多い。
仕込み鎌

##### 飛び道具
鉄砲（火縄銃など）および破砂・水砲
討ち取り（殺傷）の命が下れば実弾を使うことになるが、それ以外では砲身に和紙袋または革袋に砂を詰め撃つ破砂（はしゃ・はしや・はさ：破沙・波射とも）や革袋に水を詰め撃つ水砲（すいほう：水包とも）を非殺傷性の弾丸として用いた。装薬量を加減することで弾丸の威力は調整できるものの、いずれにしても数メートルの至近距離で撃てば当たり所によっては死傷あるいは骨折するほどの威力であり、鉄砲を持ち出して使うことはあっても許可なく使用されることはなかった。現在のゴム弾にも通じる武器・捕具的用法である。また破砂には弾幕を張る、砂煙により視界を遮る（煙幕）などの効果もあった。ほかにも非殺傷性弾丸としては唐辛子やからし、塩や砂鉄を原料に用いた目潰し（催涙弾）があげられる。
また討ち取り時や実弾を使った生存さえ許されれば許可された際にも殺傷性や状況に合わせた効果を左右する様々な種類の弾丸が用いられた。例としては二つ玉：(紐で二つの弾丸が遠心力で回転しながら命中する、または火薬量を調節した上で紐の長さを長くしボーラ (武器)の様に絡め捕る)、割り玉・二ツ割（二割）・四ツ割（四割）：資料により表記に差異有（二つないし四つに割った玉を大型の散弾として使用する、または弾に一文字・十文字の刻み目をつけておいて命中した瞬間割れるようにする）、霰・微塵（散弾）、鉄玉（徹甲弾と同様に鉄砲弾用の装甲に仕立てられた南蛮胴などの厚い鎧や装甲内・壁に遮られた屋内にいる犯人を撃つ用法）など。

##### 防具
陣笠
元は足軽兵の装備であった陣笠を転用したもの。与力以上の役職が出動時被ることが許された鍛鉄製の笠に防水用に漆をかけた代用兜。戦国時代 (日本)から流れを汲む古流剣術には鎧を着込む具足剣術（鎧剣術とも。鎧組討の内の一部類）がある。その流派の一部には陣笠術（笠術）と言う技法があり、陣笠の緒を左手に持ち、さながら西洋の手盾のように防刃用として使用することが想定された。
鉢金・鎖鉢巻・額鉄・鎖帷子・足軽胴・籠手・脛当
ほぼ足軽の装備を流用した物であり、大捕り物の際防刃用に防具として同心が使用した。このとき鎧組討術も逮捕術として併用されることがある。

##### その他専用用途の捕具
四方梯子（井桁梯子、梯子囲み、四ツ梯子）
捕り手4人一組で1人ずつ盾として持つ木製梯子で刀など刃物を振り回す犯人を四方から取り囲み、目くらましと人員・梯子共に斬られない様にするためにぐるぐると周囲を回って犯人に反撃の暇と機会を与えず、次第に距離を追い詰めながら隙を突いて井桁状に組み合わせて追い詰め行動力を奪い捕縛する。この際、杖や三つ道具・鉄輪といった長柄道具も梯子の外より突き出され併用されることが多い。梯子の長さは180センチメートル以上 - 360センチメートル未満程度。事件現場の路地の広さを考慮して使用する。貧民街や長屋のような裏路地でない限り当時の表通りは現在ほど建て込んでいないため道幅が広い。材は赤樫などの堅牢な木材を用い、まれに角金物などの鉄金具で補強した物が見られる。時には臨時に応じて竹梯子で代用される事もあるが使用強度には欠ける。いずれにしても扱う4人の捕り手が息を合わせて扱う高度な技術と信頼関係の上でできる捕縛術である。人手が足らず三人で行う場合は三ツ梯子(三方梯子)という。他にも6人や8人で四方を井桁状に囲み上下共に身動きできなくする場合もある。いずれの場合も追い込んで武器が振るえない程密着する距離に狭めた後は前述のように他の長柄捕具で拘束する。
投卵子・目つぶし（当時の資料によっては投玉子・卵投子・卵当子とも表記されることもある）
元は忍具でもあった鳥の子ともよばれるものには癇癪玉のように音を立てて破裂するものもある。
中身を抜いた卵殻に目潰し・鼻潰し用に一味唐辛子、ヒハツ、粉山椒などを入れ抵抗する犯人の行動力を奪うために投擲して用いた。催涙兵器の一種。
呼子笛
早期発見・緊急時に人員を呼ぶときに用いた。現代のホイッスルとは異なり玉が入っていないため、吹くと鋭く「ピィー」と鳴る。竹・木・骨・青銅・真鍮などで作られていた。
捕縛縄

角指
角を手の内側に向けて相手の手首、足首の肉に食い込ませて抵抗できないようにする際に用いた。
鎖打棒

棍飛

棍平

鎖龍蛇

手鎖

早手錠（はやてじょう）
現在みられる手錠というよりも責め具（拷問具）と防具を兼用したものに近い。厚さ3ミリメートル・幅3センチメートル・長さ8センチメートル前後の細長い小さな鉄札（てつさね）の表面におろし金のように小さな棘を数本横並びに設けた物を、それを3-4枚程蝶番や紐や金輪で繋ぎ手の平に装着する。その手の平で敵刃を受け止め流し、手首や腕ないし頚部を掴んで捕らえる、面部を張り倒すなどして捕らえる。深い傷は与えず擦過傷にとどめる割りには激痛を与え相手の行動力を奪うのでまれに用いられた。江戸時代以前には忍び道具として伝える忍術流派（⇒初見良昭）も一部ある。

##### 臨時に捕具として利用した道具・用具・用法など
投網
漁具の網を転用した物。人体および身につけた物体全体を包み絡め行動力を奪うことに用いた。海賊衆（水軍）対策など、海ないし湖沼・河川が近場にある地域でほんの時々使われた。
煮え湯・煮え粥・熱茶
かつて煮え湯・煮え粥は篭城戦の際攻め登る敵の撃退に用い、船上でカシキ（ママタタキとも：炊事船員）が常に炊き対海賊用の護身・撃退に投げつけて用いた。後に自身番が不寝番（夜間哨戒）の際夜間の暖を取る火で作った煮え粥・葛湯、本来は夜間の眠気覚ましに鉄瓶で沸かした煮えた熱茶を同様に利用した。また粥は翌朝の朝餉にも利用され、そのための薪炭料が給与とは別個に支給された。同様の用法に煮え油が十字軍遠征の篭城戦の際に用いられた例がある。
鳶口・掛矢・はしご・龍吐水・水鉄砲・熊手といった消火用具および大工道具
捕り手が不足するあるいは大捕り物などの際に、地域の町火消などに人員協力要請を申し出た際は消火・建築用具を即席の補具として臨機応変に捕り物に対処した。また、龍吐水（竜吐水とも表記される）や水鉄砲は、冬場の寒い時期に冷水を浴びせて執拗に抵抗する犯人の戦意と平衡感覚を喪失させる目的で用いられた。現在でも同様にしばしば海外では要請を受けた放水車が消防ポンプが水圧と冷水で刃物を振り回す現行犯の行動力と戦意を奪う目的で放水される映像が見られる。

#### 明治時代以降-太平洋戦争以前の逮捕道具（近代の捕具）
近代になると警察機構の洋式化や軍事的な政治情勢、刀剣・銃火器に対する警備上の問題から、捕具から量産性があり携行しやすく、逮捕術を熟練しなくても汎用性があり拘束力および制圧力・殺傷力の強い逮捕道具への移行・変遷した。
一般警察官個人装備
- サーベル・軍刀
- 拳銃
- 警棒・警杖

- 鉄鞭・金吾棒・切子棒:江戸時代まで使われていたこれら警棒類は新規生産の警棒が揃う明治時代中まで一部流用され使われていた。

- 手錠
- 捕縛縄：護送の際用いられた。金属製手錠の登場により明治期以降次第に廃れてゆく。
- 警笛（呼子笛・ホイッスル）

平時における一般憲兵および屯田兵個人装備：詳しくは憲兵 (日本軍)#装備・軍装を参照。
- サーベル・軍刀
- 拳銃
- 呼笛
- 捕縄

有事の際の憲兵個人装備
- 騎兵銃
- 手榴弾など。

#### 太平洋戦争以後（現代）の逮捕道具
大日本帝国憲法から日本国憲法に憲法が変遷し国家体制が民主主義に移行すると、戦後間もなく暴力団をはじめ民間に流入した銃火器・刀剣類を取り締まるため銃砲刀剣類所持等取締法（銃刀法）が施行され、これに伴い警備上の問題からサーベル・軍刀よりも拳銃に制圧・殺傷性の重きが置かれ、サーベル・軍刀は儀丈（儀礼的に佩用する軍刀）以外の場では廃れていった。
一般警察官個人装備
- 拳銃
- 警棒・特殊警棒・警杖
- 手錠
- 警笛（呼子笛・ホイッスル）

状況によって追加される警備用具
- 刺又：刃物を持った暴徒・凶悪犯などの鎮圧に用いる。
- ライオットシールドあるいはジュラルミン製盾：警備地域や状況によっては暴徒・凶悪犯などの鎮圧に用いる。

機動隊員個人装備
詳しくは機動隊#個人装備を参照。
防護装備旧式
- 出動靴
- 脛当
- 篭手
- 防護衣
- ヘルメット
- マフラー
- 盾：ジュラルミン製盾

防護装備新型
- 出動靴
- 臑当
- 篭手
- 防護ベスト
- ヘルメット
- マフラー
- 盾：ポリカーボネート製ライオットシールド

制圧用・鎮圧用武器道具類
- 警棒・警杖
- けん銃・機関けん銃
- ガス銃
- 催涙ガス筒
- 高圧放水器（インパルス）
- 狙撃銃

### 中国の捕具
中国でも同様の目的で用いられた逮捕具をいくつか挙げる。
鞭（べん）
青銅または鉄で出来ている80 - 120センチメートル前後の金属棒。時に凶刃を受け止め、犯人を打ちのめすために用いる。背骨や竹のように節が設けられている物や先が尖っている形状の物などがある。
鐧（かん）
鞭をさらに四角柱にした物。中には剣に模した拵えのものもある。90 - 120センチメートル前後。中でも重いものは上記以外にも鎧の上から打撃を与える、刀剣類を受け止める・へし折ることにも用いた捕具・武具・護身具。鞭同様討伐吏・討捕（逃捕）吏（吏とは使：すなわち使役される役職のことである）が用いたほか、庶民も自費製作で細身の物を自警や武術鍛錬のために用いた。
𣠰（かん）
木製の鞭および鐧。笞刑（鞭打ち刑）に用いられることもあった。
※（関連項目：鞭#種別、ケイン (鞭)）
棒
六尺棒、八尺棒など。
朴刀（ぼくとう）
全長100 - 120センチメートル前後の刃の付いていないやや大振りの柳葉刀。日本で言うところの鉄刀にあたる。討捕（逃捕）吏が用いる以外にも隋・唐代以降まだ治安が悪かった地域も多く、旅人が庶民であっても刃が付いていないために許可なく携行することが出来た護身具でもあった。また携行の際には刃の付いた殺傷用の刀剣ではなく朴刀であることを周囲に証明する意味合いとすぐさま抜刀できることを目的に兼ねて、通常は鞘に収めずに刀身を剥き身のまま腰帯や驢馬の荷駄および馬の鞍の脇に差す・吊るすなどして提げる。武術の心得がさほどなくとも両手で扱いやすいように柄長25 - 37センチメートルと他の種の中国刀に比べて柄が少し長く作られている物が多い。またその扱いやすさから刃を付けた物があり、万里の長城の守衛兵が北方民族と戦闘時に長兵器が折れた際、副次的に白兵戦に使用するなど実際の戦争に用いられた武器でもある。
筆架叉（ひっかさ）
捕吏が用いた捕具および文人・庶民などが用いた護身具。
中国における捕縛縄

### その他アジア圏内で見られる捕具にあたる物

#### インド圏
金剛杵（こんごうしょ）
独鈷は刺突するほか、手の内・我眉刺のように相手の手首を制圧する用法がある武器であり、三鈷杵・五鈷杵などは十手の鉤のように敵刃を受け止める・絡め取る用法がある武器であるとカラリパヤット（インド式道場拳法）では伝承されている。同様に手首を責める砧型武器（石製・青銅製の亜鈴にも似た武器）が護身具兼レスリングのトレーニング用具としてギリシア方面にアレクサンドロス3世（金剛力士のモデルになった一人とされる）を介して伝わったとされている。
羂索（けんさく・けんじゃく）
縄の一端に剣状（四角錐状）の錘が付き持ち手には金輪が取り付けられた中国武術の縄鏢に酷似する武器。元来は鳥獣を絡めとり捕縛する狩猟具・捕獲用具だったが罪人を捕獲・捕縛することにも用いられた。日本では不空羂索観音像、不動明王像が持物（じぶつ：三昧耶形）として具えていることが知られている。
杖・棒

インド圏における捕縛縄

|

### 欧州圏内で見られる捕具にあたる物
バトル・フック
ボーラ (武器)
クォーター・スタッフ(quarter staff)：棒術に当たるクォーター・スタッフ術で用いる180cm-3m前後の棒。

### アフリカ圏内で見られる捕具にあたる物
- アフリカ南部でングニ棒術によって使用される非殺傷性武器・捕具

インヅク：小ぶりの棒が組み合わさった盾
ウブホコ：長い棒

### 現代の海外などで捕具にあたる物
詳細は非致死性兵器#種類を参照。